# کنزو ماسائوکا
کنزو ماسائوکا (انگلیسی: Kenzō Masaoka; ۵ اکتبر ۱۸۹۸ – ۲۳ نوامبر ۱۹۸۸) پویانما اهل ژاپن بود.